# Nicim Zagury
Nicim Zagury (9 de março de 1934) é um pesquisador brasileiro, membro titular da Academia Brasileira de Ciências na área de Ciências Físicas desde 10 de maio de 1990.
É professor emérito da Universidade Federal do Rio de Janeiro na área de Física Quântica.
Foi condecorado com a comenda da Ordem Nacional do Mérito Científico.